# Chrysomphalus fodiens
Chrysomphalus fodiens är en insektsart som först beskrevs av William Miles Maskell 1892.  Chrysomphalus fodiens ingår i släktet Chrysomphalus och familjen pansarsköldlöss. Inga underarter finns listade i Catalogue of Life.